# Hans van den Hombergh
Joannes (Hans) Antonius Herman van den Hombergh (Venlo, 26 augustus 1923 - Haarlem, 2 januari 2012) was een Nederlands pianist, dirigent en muziekleraar.

## Familie
Hij was zoon van Franzisca Amalia Theresia (Fransje) Schmidt en Henricus Hubertus van den Hombergh. Hij was zelf getrouwd met de aan het Conservatorium van Amsterdam opgeleide violiste Antoinette Scheerman (geboren 1926). Dochter Marjolein van den Hombergh werd aan het Hilversums Conservatorium opgeleid tot zanglerares; zoon Felix van den Hombergh is fagottist en koordirigent.

## Leven
In Venlo leerde hij aan het Sint-Thomanscollege. Van daar uit studeerde hij aan het Conservatorium van Amsterdam. George van Renesse gaf hem piano-onderwijs, Anthon van der Horst en later Cornelius Berkhout lessen in orkest- en koordirectie.  Hij begon zijn carrière aan de Volkmuziekschool in Amsterdam-Noord, waar hij werkte met de Gehrelsmethode. Hij speelde virginaal en andere toetsinstrumenten in een van de eerste oudemuziekgezelschappen, Muziekkring Obrecht. Later was hij werkzaam als repetitor en koorleider bij onder meer De Nederlandse Opera en Opera Forum. In 1969 kwam hij bij het Nederlands Kamerkoor waarvan hij tussen 1972 en 1975 de vaste dirigent was als opvolger van Felix de Nobel. Hierna was Van den Hombergh als docent verbonden aan het Conservatorium Arnhem en het Conservatorium van Amsterdam. Ook was hij actief bij kleinere gezelschappen als Vocaal ensemble Exicon uit Enschede, PANiek in Nijmegen en Vocaal Ensemble COQU uit Utrecht. Van den Hombergh geldt vanwege zijn werkzaamheden met de Muziekkring Obrecht ook als een pionier in de Oude Muziek-beweging.
- International Standard Name Identifier: 0000 0003 9451 3300
- Library of Congress Control Number: n87113089
- Nationale Bibliotheek van Israël: 987007347020505171
- Nederlandse Thesaurus van Auteursnamen: 339418966
- Virtual International Authority File: 288997939
- WorldCat: E39PBJv8HPGRYHWvdXDTJvCCwC